# 1989-es magyar birkózóbajnokság
Az 1989-es magyar birkózóbajnokság a nyolcvankettedik magyar bajnokság volt. A kötöttfogású bajnokságot április 8. és 9. között, a szabadfogású bajnokságot pedig április 6. és 7. között rendezték meg, mindkettőt Miskolcon, a Városi Sportcsarnokban.

## Eredmények

### Férfi kötöttfogás
| Versenyszám | Arany                            | Arany | Ezüst                              | Ezüst | Bronz                               | Bronz |
| ----------- | -------------------------------- | ----- | ---------------------------------- | ----- | ----------------------------------- | ----- |
| 48 kg       | Veiszer Zsolt Újpesti Dózsa      |       | Faragó József Bp. Honvéd           |       | Szabó István Diósgyőri VTK          |       |
| 52 kg       | Vadász Csaba Dunaújvárosi Kohász |       | Nyíri Béla László Diósgyőri VTK    |       | Cseri Attila Bp. Honvéd             |       |
| 57 kg       | Simita Imre Ferencvárosi TC      |       | Vass István Pécsi HBK              |       | Tihanics Tibor Vasas SC             |       |
| 62 kg       | Szuromi József Vasas SC          |       | Sike András Ferencvárosi TC        |       | Ubrankovics Zoltán Bp. Honvéd       |       |
| 68 kg       | Repka Attila Diósgyőri VTK       |       | Scharfenberger Csaba Újpesti Dózsa |       | Szanati László Zalahús SC           |       |
| 74 kg       | Takács János Vasas SC            |       | Vizi László Újpesti Dózsa          |       | Faragó László Honvéd Papp József SE |       |
| 82 kg       | Komáromi Tibor Ferencvárosi TC   |       | Märtz József Csepel SC             |       | Ignácz Zoltán Kecskeméti SC         |       |
| 90 kg       | Farkas Péter Újpesti Dózsa       |       | Korpics István Dunaújvárosi Kohász |       | Major Sándor BVSC                   |       |
| 100 kg      | Szegvári Lajos Ferencvárosi TC   |       | Kovács Tibor Dunaújvárosi Kohász   |       | Takács Ferenc BVSC                  |       |
| 130 kg      | Kékes György Bp. Honvéd          |       | Miholek István Ferencvárosi TC     |       | Tóth László Újpesti Dózsa           |       |

### Férfi szabadfogás
| Versenyszám | Arany                       | Arany | Ezüst                        | Ezüst | Bronz                                 | Bronz |
| ----------- | --------------------------- | ----- | ---------------------------- | ----- | ------------------------------------- | ----- |
| 48 kg       | Horváth László Haladás VSE  |       | Óváry László Bp. Honvéd      |       | Horváth György Csepel SC              |       |
| 52 kg       | Bíró László Ferencvárosi TC |       | Szabó Lajos Haladás VSE      |       | Pillik József Csepel SC               |       |
| 57 kg       | Tihanics Tibor Vasas SC     |       | Nagy Béla Vasas SC           |       | Kacsó Tibor Csepel SC                 |       |
| 62 kg       | Orbán József Csepel SC      |       | Bodnár Csaba Ferencvárosi TC |       | Schmidgunszt László Bp. Honvéd        |       |
| 68 kg       | Podolszki Attila Csepel SC  |       | Dobi István Ferencvárosi TC  |       | Kovács Zoltán Kecskeméti SC           |       |
| 74 kg       | Nagy János Ferencvárosi TC  |       | Fórizs János Csepel SC       |       | Gulyás István Csepel SC               |       |
| 82 kg       | Dvorák László BVSC          |       | Gergő Sándor Csepel SC       |       | Irinyi István Diósgyőri VTK           |       |
| 90 kg       | Tóth Gábor Csepel SC        |       | Gyuris Menyhért Szegedi VSE  |       | Balla István Kecskeméti SC            |       |
| 100 kg      | Kiss Sándor Ferencvárosi TC |       | Tóth Tamás Csepel Autó VSE   |       | Robotka István Csepel SC              |       |
| 130 kg      | Klauz László Csepel SC      |       | Hajdú Ferenc Ferencvárosi TC |       | Valentényi Sándor Dunaújvárosi Kohász |       |